# 名古屋市立長須賀小学校
名古屋市立長須賀小学校（なごやしりつ ながすかしょうがっこう）は、名古屋市中川区前田西町一丁目にある公立小学校。

## 歴史
1873年（明治6年）静和学校の名で、前田速念寺境内において誕生した。1901年（明治34年）以来同じ校地を使用している。1907年（明治40年）、長須賀尋常小学校となる。

### 児童数の変遷
『愛知県小中学校誌』（2018年）によると、児童数の変遷は以下の通りである。
| 1947年（昭和22年） | 458人 |  |
| 1957年（昭和32年） | 270人 |  |
| 1967年（昭和42年） | 413人 |  |
| 1977年（昭和52年） | 525人 |  |
| 1987年（昭和62年） | 415人 |  |
| 1997年（平成9年）  | 359人 |  |
| 2007年（平成19年） | 471人 |  |
| 2017年（平成29年） | 403人 |  |

## 通学区域
所管する名古屋市教育委員会は、2018年（平成30年）9月1日現在、中川区のうち、川前町・助光一丁目・長須賀二丁目・長須賀三丁目・伏屋一丁目・伏屋二丁目・伏屋三丁目・伏屋四丁目・伏屋五丁目・本前田町・前田西町一丁目・横井一丁目・横井二丁目・横前町の全域および野田三丁目・長須賀一丁目・土野町の各一部を通学区域として指定している。
また、卒業後の進学先は名古屋市立助光中学校となっている。

## 交通アクセス
- 近鉄名古屋線 伏屋駅が最寄り駅である[WEB 1]。

### WEB
1. 1 2  名古屋市役所教育委員会事務局総務部企画経理課企画統計係 (2018年9月18日). “中川区の小・中学校一覧”.   名古屋市. 2018年11月14日閲覧。
2. ↑  名古屋市教育委員会事務局総務部教育環境計画室計画係 (2018年9月1日). “名古屋市立小・中学校の通学区域一覧（中川区）” (PDF).   名古屋市. 2018年11月15日閲覧。
3. ↑  名古屋市教育委員会事務局総務部教育環境計画室計画係 (2018年4月1日). “名古屋市立中学校区一覧（小→中）” (PDF).   名古屋市. 2018年11月14日閲覧。

### 文献
1. 1 2 3  中川区制50周年記念誌編集委員会 1987, p. 428.
2. ↑  六三制教育七十周年記念 愛知県小中学校誌 合同記念誌編集特別委員会 2018, p. 228.